# Adoretus cambodiensis
Adoretus cambodiensis – gatunek chrząszcza z rodziny poświętnikowatych i podrodziny rutelowatych.

## Taksonomia
Gatunek ten opisany został po raz pierwszy w 2022 roku przez Pola Limbourga, Jérôme’a Constanta i Matthiasa Seidela na łamach „Belgian Journal of Entomology”. Jako lokalizację typową wskazano Chambok w prowincji Kâmpóng Spœ w Kambodży. Epitet gatunkowy pochodzi od lokalizacji typowej.

## Morfologia
Jedynym znanym okazem jest samiec o ciele długości 8,5 mm i szerokości 4 mm. Głowa jest czarna z żółtawą krawędzią zaokrąglonego i w całości pokrytego guzkami nadustka oraz ciemnobrązowymi żuwaczkami. Ciemię jest gęsto dołkowane. Czułki buduje dziewięć członów. Żółtawobrązowe, szersze iż dłuższe, prostokątne w zarysie przedplecze ma wszystkie krawędzie żeberkowane, a powierzchnię gęsto dołeczkowaną. Jajowatego kształtu tarczka jest gładka. Dłuższe niż szerokie, żółtawobrązowe z brązowawą przepaską podłużną pokrywy mają głęboko punktowane rzędy, nieregularnie i silnie dołeczkowane międzyrzędy oraz wyższe od nich żeberka. Nie wystające poza szczyt pokryw pygidium ma kształt zaokrąglony z niemal prostym wierzchołkiem.  Wyrostek przedpiersia jest zaokrąglony. Odnóża przedniej pary mają dość szczupłe, trójzębne golenie. Genitalia samca mają dość krótkie paramery w widoku grzbietowym o bokach równoległych w nasadowej połowie, a dalej zaokrąglonych i zbieżnych ku słabo zafalowanemu szczytowi. W widoku bocznym paramery są zakrzywione dobrzusznie.

## Rozprzestrzenienie
Gatunek orientalny, endemiczny dla Kambodży, znany tylko z lokalizacji typowej.